# Iglesia de Santa María (All)

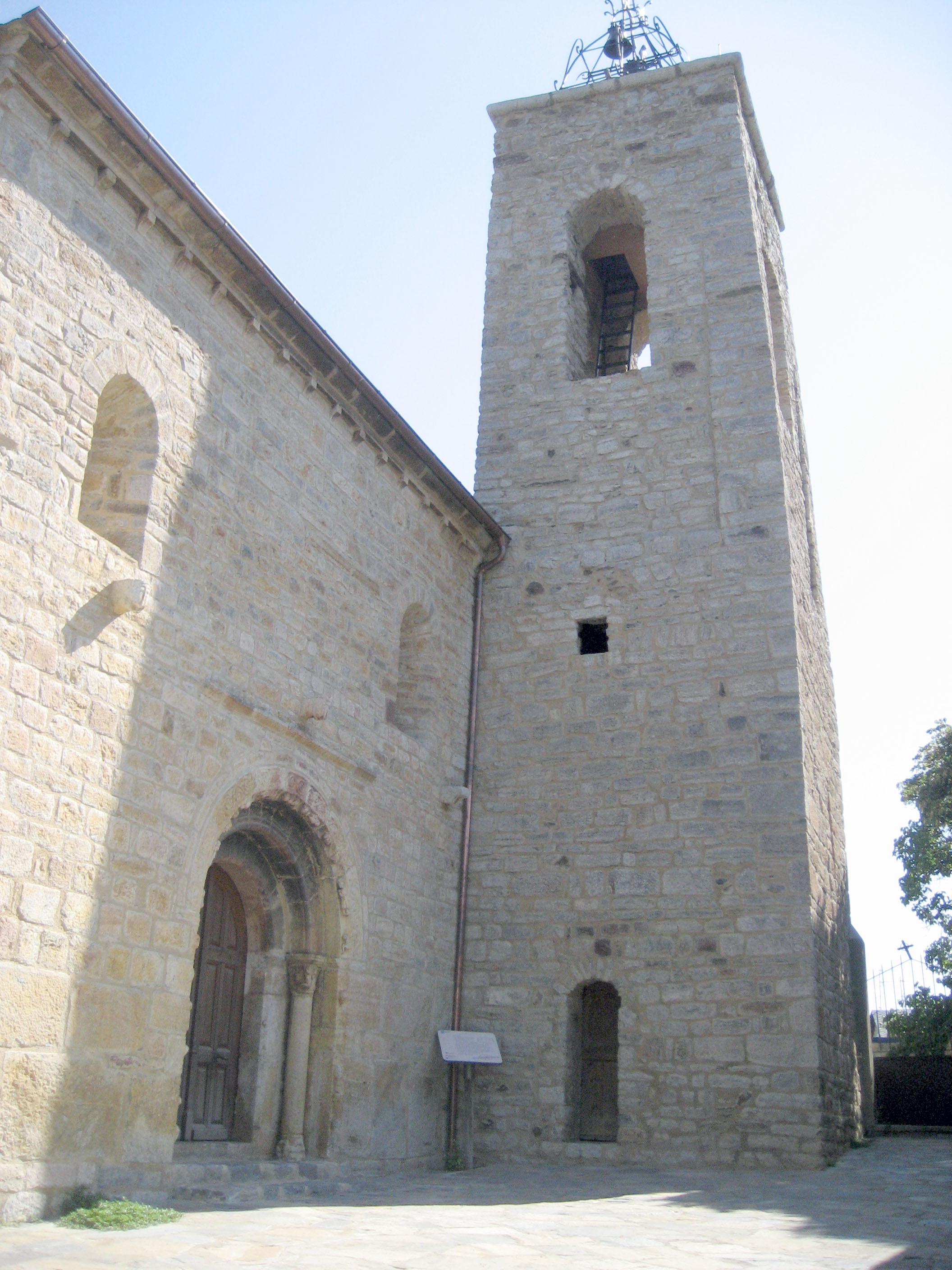
Iglesia de Santa María de All.

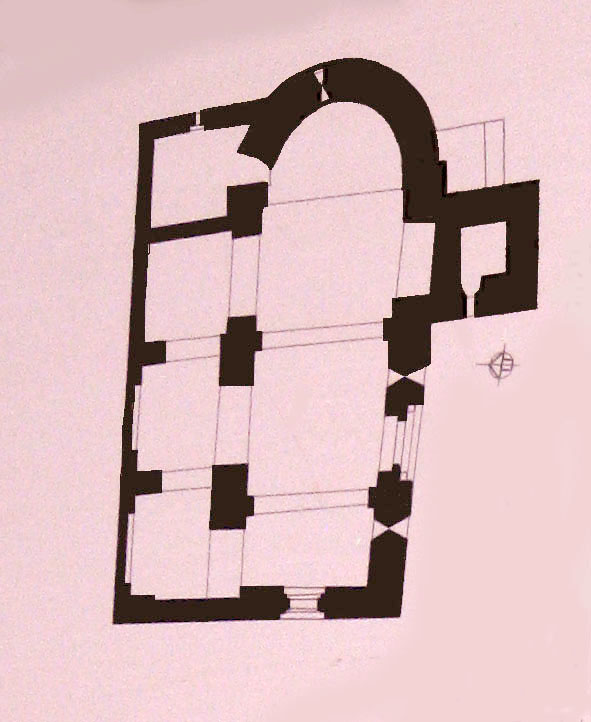
Planta de Santa María de All.

La iglesia de Santa María de All, está situada en el centro de la entidad de población de All, perteneciente al municipio de Isóbol en la comarca catalana de la Baja Cerdaña .

## Historia
Se encuentra en un documento del año 1265, donde se explica que Guillem I conde de Cerdaña (1068-1095), construyó una iglesia en All. Su cubierta primitiva se debió de derribar con alguna parte del muro, ya que, en un documento de 1301, se habla de la designación de unos procuradores para encargarse de la construcción de paredes y cubierta nueva.

## Edificio
Es de una sola nave rectangular de tres tramos, dividida por dos arcos de diafragma sobre pilares, un poco más abierta en la parte de la cabecera, donde tiene un ábside semicircular, con cubierta de vigas de madera y cielo raso, que debió sustituir a la original de piedra. En su muro norte tiene, de construcción posterior, cuatro capillas. Está edificada con sillares de piedra gris y roja.

## Exterior
En la fachada sur tiene la portada con tres arquivoltas, la del centro de columna con capiteles esculpidos y las otras dos de base rectangular. La arcada delantera esta ornada con una greca de espirales y en su interior con motivos de figuras que lo contornean. El segundo arco tiene una greca más sencilla y la última arcada es lisa y en su bisel tiene labradas medias bolas. Los capiteles de las columnas tienen talladas figuras humanas y leones a su lados. Sobre el guardapolvos hay tres ménsulas, también esculturadas.
En el ábside se aprecia exteriormente un friso liso con canecillos con cabezas esculpidas, otros con bolas y otros lisos.
Cerca de la portada, en la parte sudeste, se encuentra el campanario de torre con planta cuadrada y ventanas con arcos de medio punto.
En el Museo Nacional de Arte de Cataluña, en Barcelona, se conservan, procedentes de esta iglesia, una Majestad y la Virgen de All, las dos datadas de finales del siglo XII o primeros del XIII.

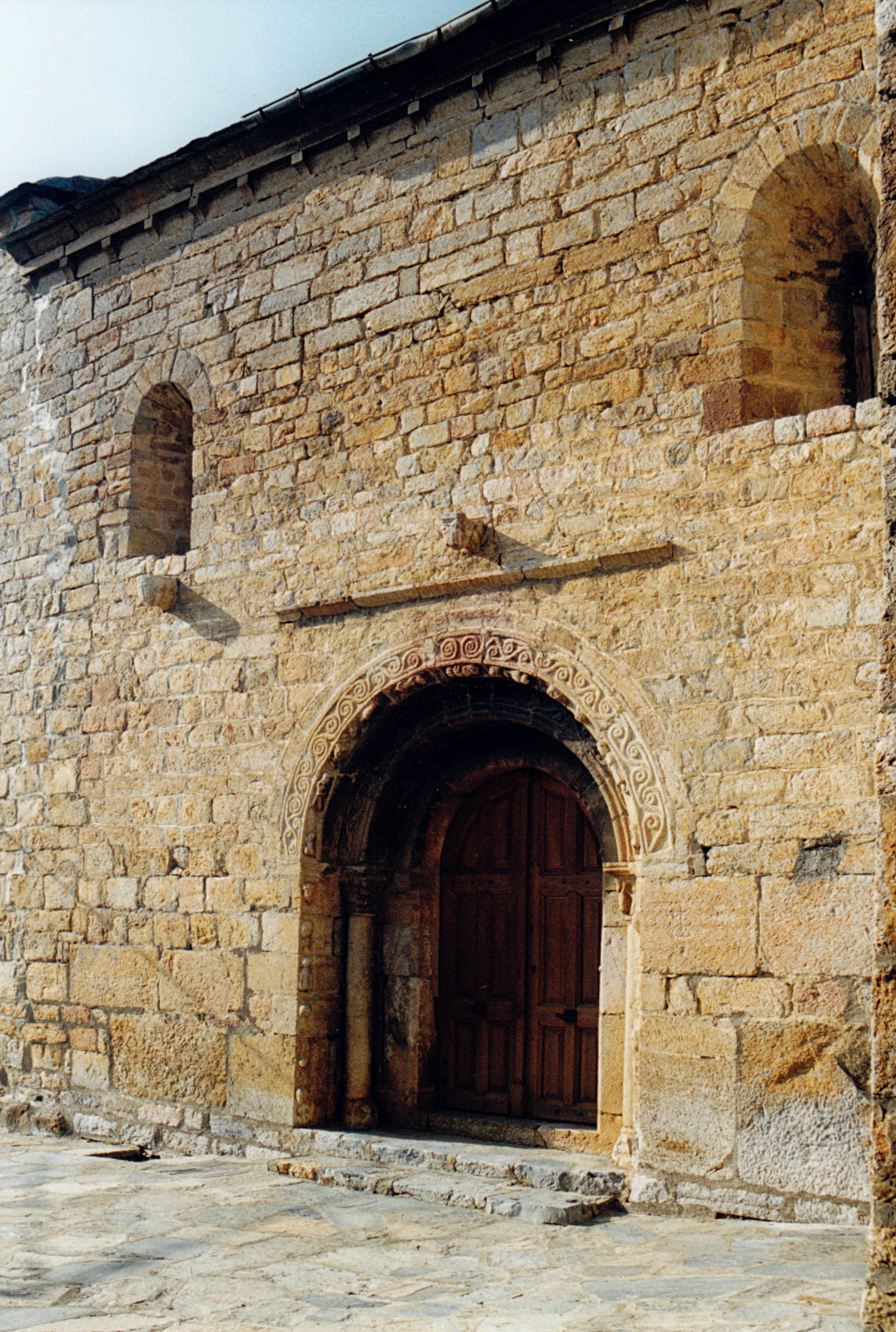
Fachada.
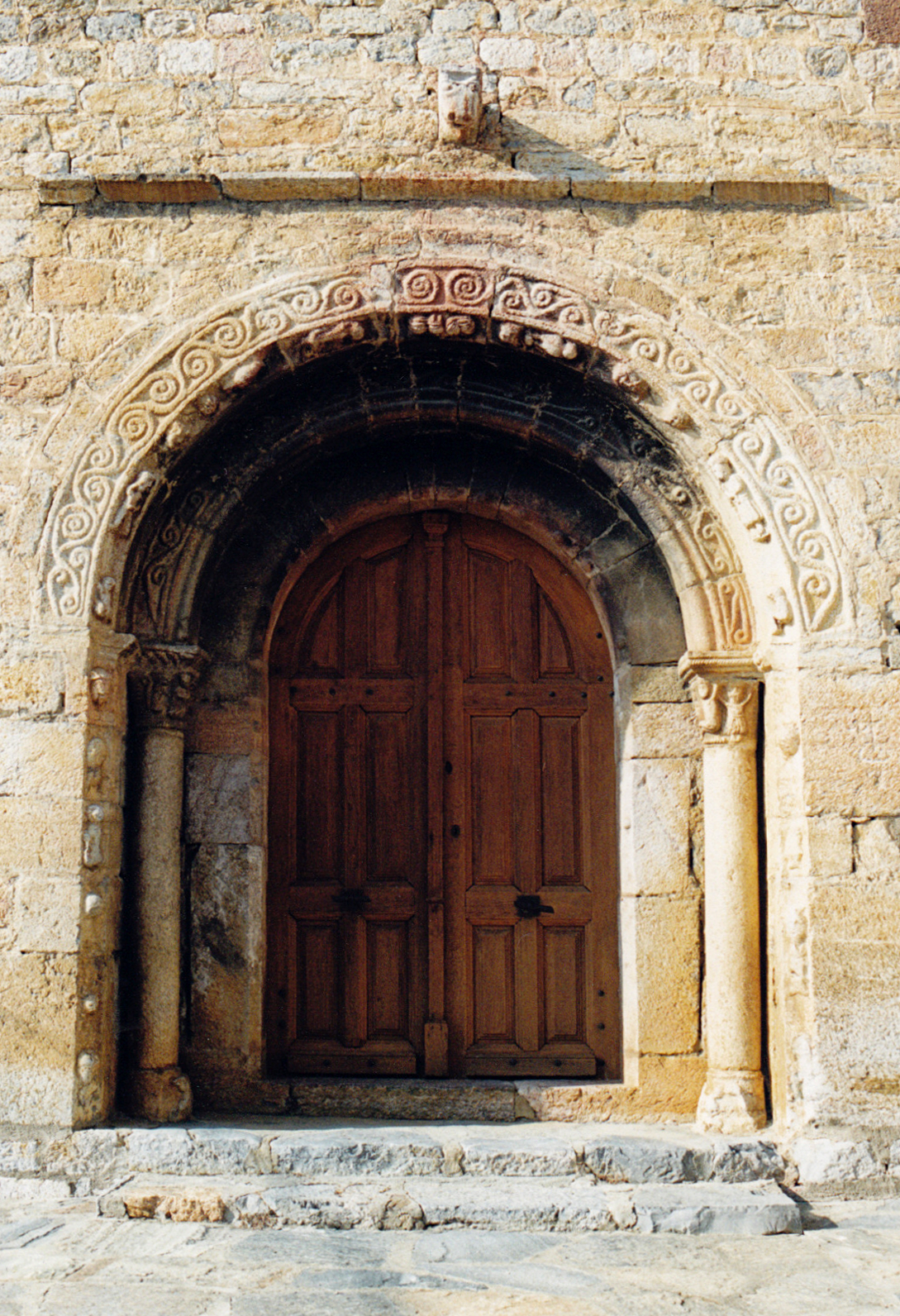
Puerta de entrada.
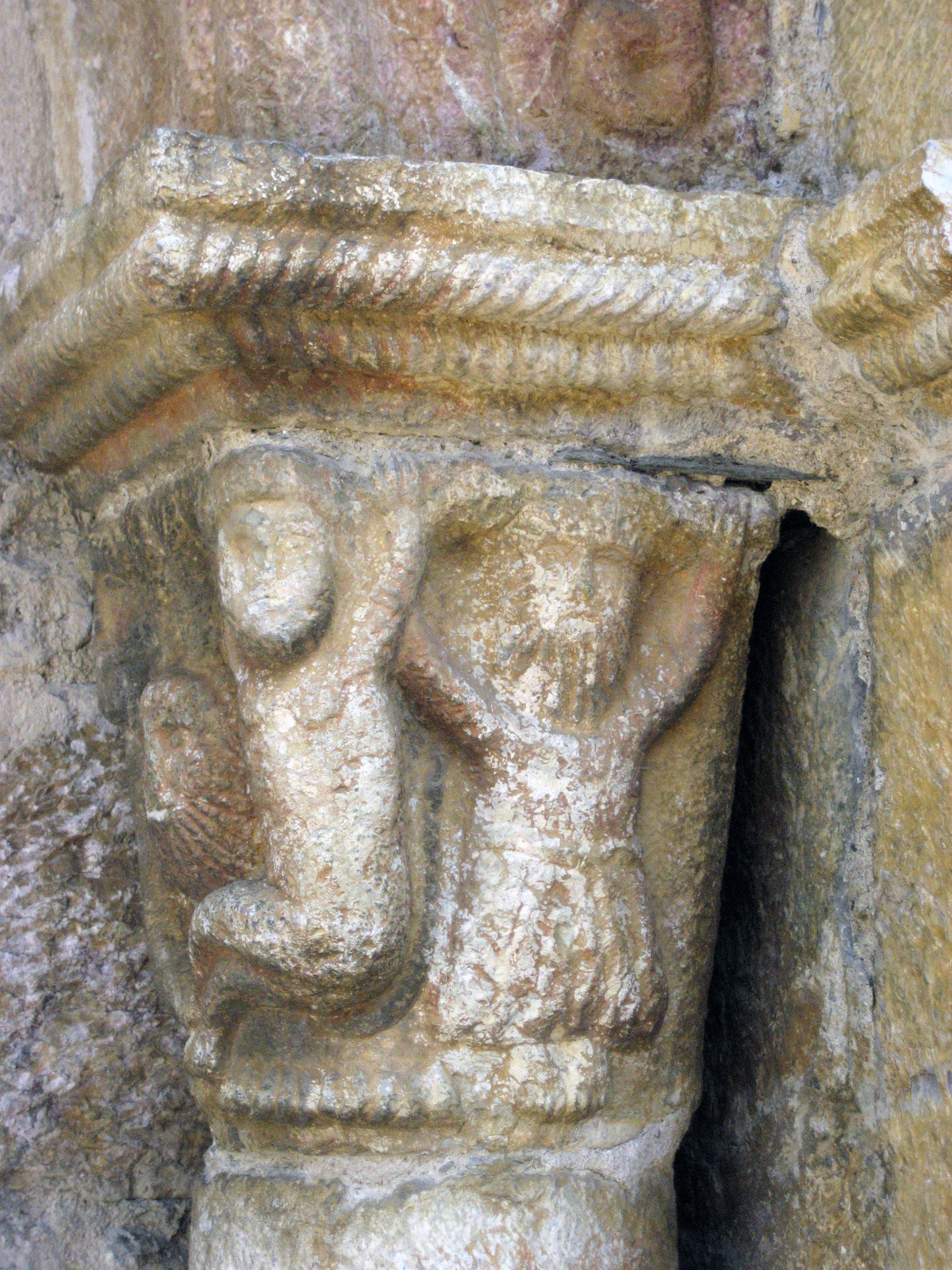
Capitel con orante en la puerta de entrada.
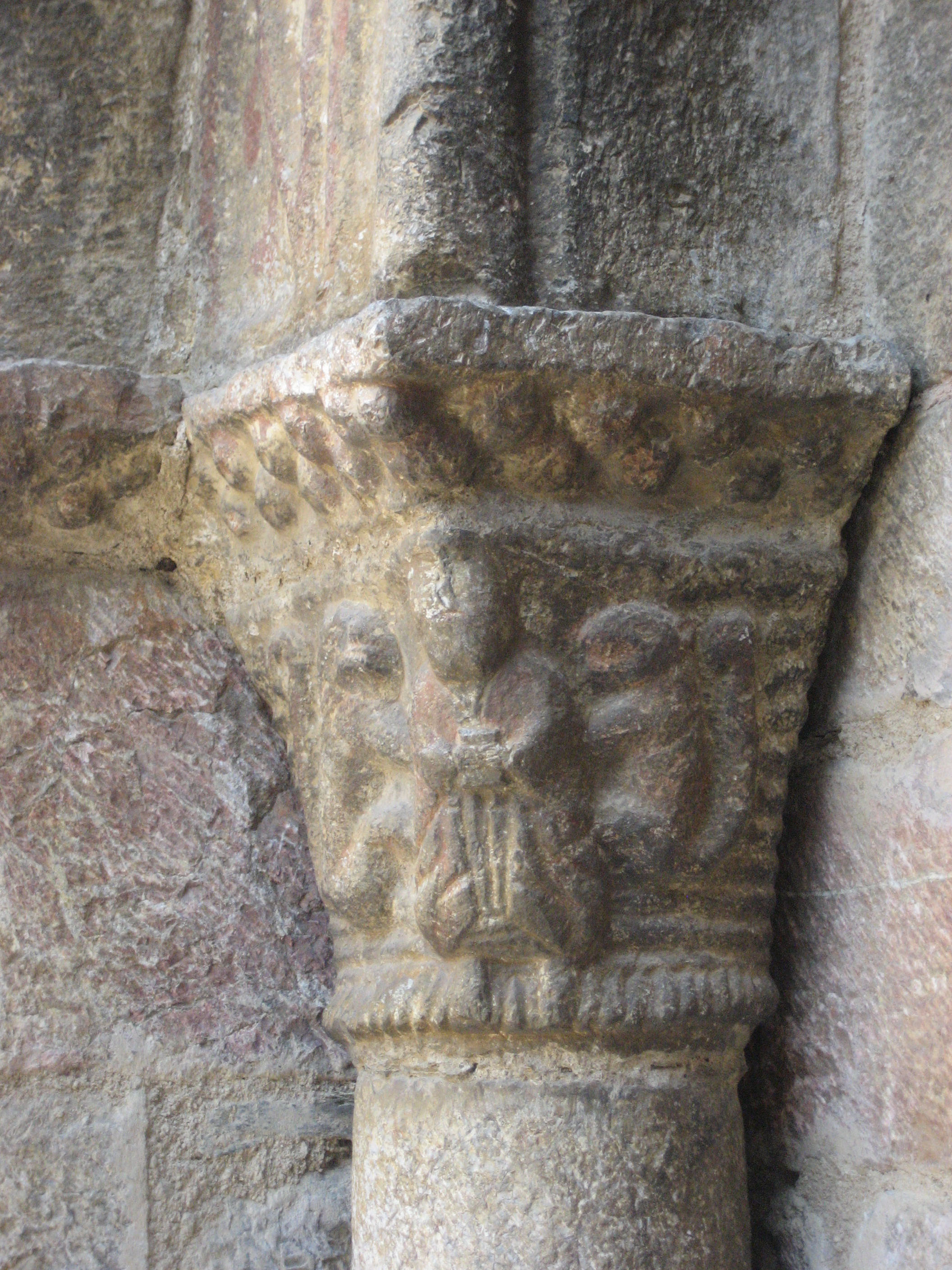
Capitel de una de las columnas de la puerta.